# Куала-Лумпур Сіті
«Куала-Лумпур Сіті», відомий просто як «КЛ Сіті ФК» — малайзійський професійний футбольний клуб із міста Куала-Лумпур. Клуб бере участь у Суперлізі Малайзії, найвищій лізі малазійського футболу, і був заснований у 1974 році Футбольною асоціацією Куала-Лумпура. Пізніше він перейменовувався на «Куала-Лумпур ФА» та «Куала-Лумпур Юнайтед», перш ніж отримав сучасну назву в 2021 році.
«Куала-Лумпур Сіті» виграв два титули чемпіона Малайзії, 4 рази Кубки Малайзії, тричі Кубок футбольної асоціації Малайзії, та тричі Суперкубок Малайзії. Він також двічі грав на групових етапах клубного чемпіонату Азії.
Після заснування клубу між «Куала-Лумпуром» і «Селангором» виникло запекле суперництво переважно через їхнє географічне розташування, яке часто називають «дербі долини Кланг», яке було відновлено в сезоні 2010 року після того, як «Куала-Лумпур» закінчив семирічний період у другому дивізіоні, вийшовши в Суперлігу Малайзії. У 2012 році «Куала-Лумпур» опустився до другої за рівнем ліги — малайзійської прем'єр-ліги, а наступного, 2013 року, «Куала-Лумпур» вперше у своїй історії опустився до третьої ліги малайзійської ліги FAM.